# آلیس اور-ایوینگ
آلیس اور-ایوینگ (انگلیسی: Alice Orr-Ewing؛ زادهٔ ۷ ژوئیهٔ ۱۹۸۹) بازیگر اهل بریتانیا است.
از فیلم‌ها یا برنامه‌های تلویزیونی که وی در آن نقش داشته‌است، می‌توان به پوآرو، رسوایی‌ای بس انگلیسی، ویکتوریا، نظریه همه‌چیز، آقای ترنر، ترسی شگرف از همه‌چیز و تاوان اشاره کرد.